# Roman (Romania)
Roman (in ungherese Románvásár, in tedesco Romanvarasch) è un comune della Romania di 48 644 abitanti, ubicato nel distretto di Neamț, nella regione storica della Moldavia. 
Si ritiene che il nome della città tragga origine dal suo fondatore Roman I di Moldavia, padre del Principe Alexandru cel Bun. Si racconta che questo principe, trovandosi durante una battuta di caccia presso Roman, si fosse perso perché attirato da un bufalo; durante questo inseguimento la sua fedele cagna di nome Molda annegò nel fiume, che da questo incidente fu battezzato dal principe Moldova.
Roman ha origini molto antiche: la città viene infatti citata per la prima volta in un documento ufficiale della Chiesa cattolica del 1234, in cui viene segnalata la presenza di un vescovo scismatico (ortodosso) nel luogo.
È la città d'origine del famoso direttore d'orchestra Sergiu Celibidache e del violoncellista Emil Klein.